# Paris quadrifolia
La uva de zorra, uva de raposa o hierba de París (Paris quadrifolia) es una hierba perenne de la familia Melanthiaceae que se encuentra en Gran Bretaña, Europa y Asia, en bosques húmedos, preferentemente en suelos calcáreos, entre 1.200 y 2.200 m de altitud.

## Descripción

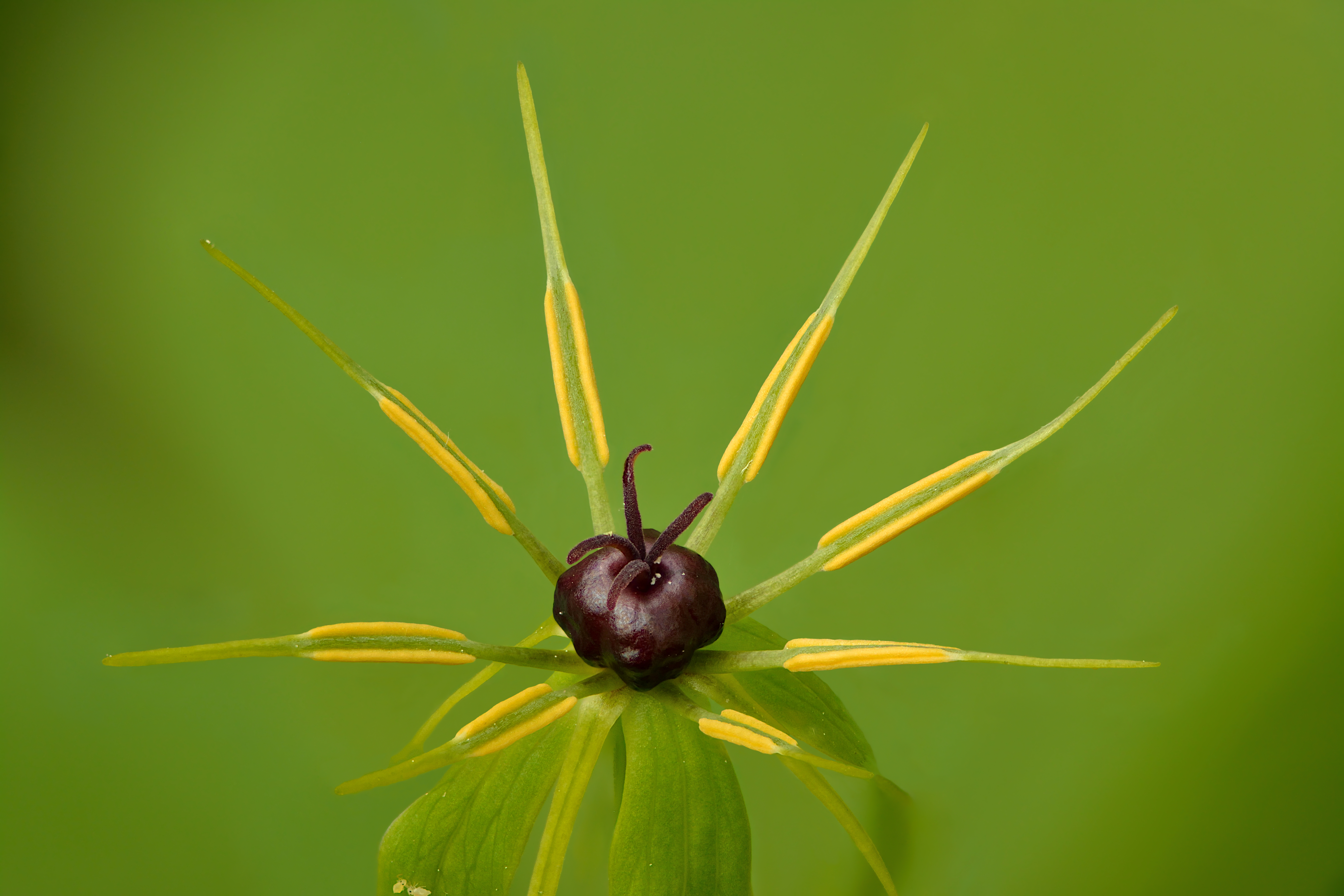
Flor

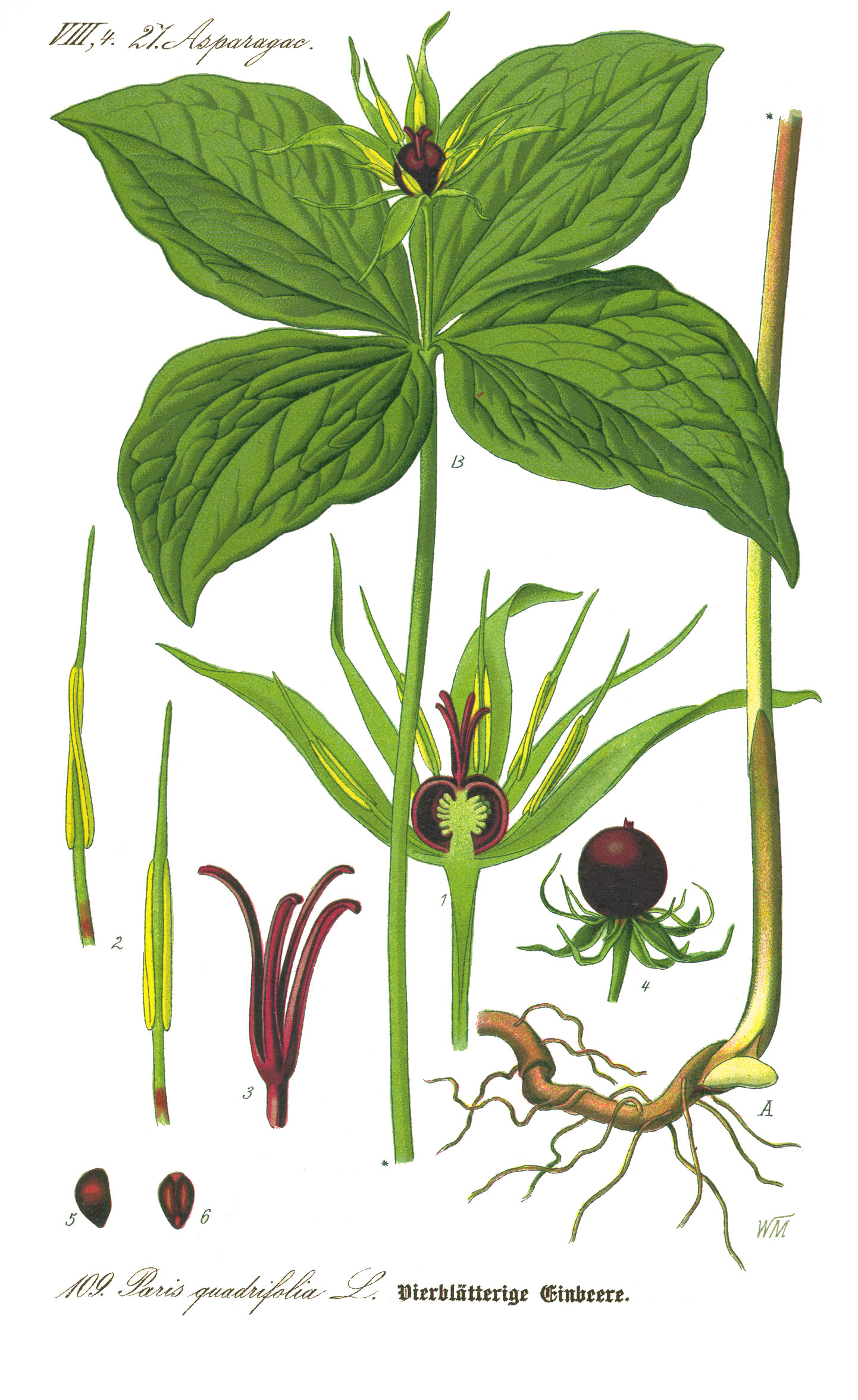
Ilustración

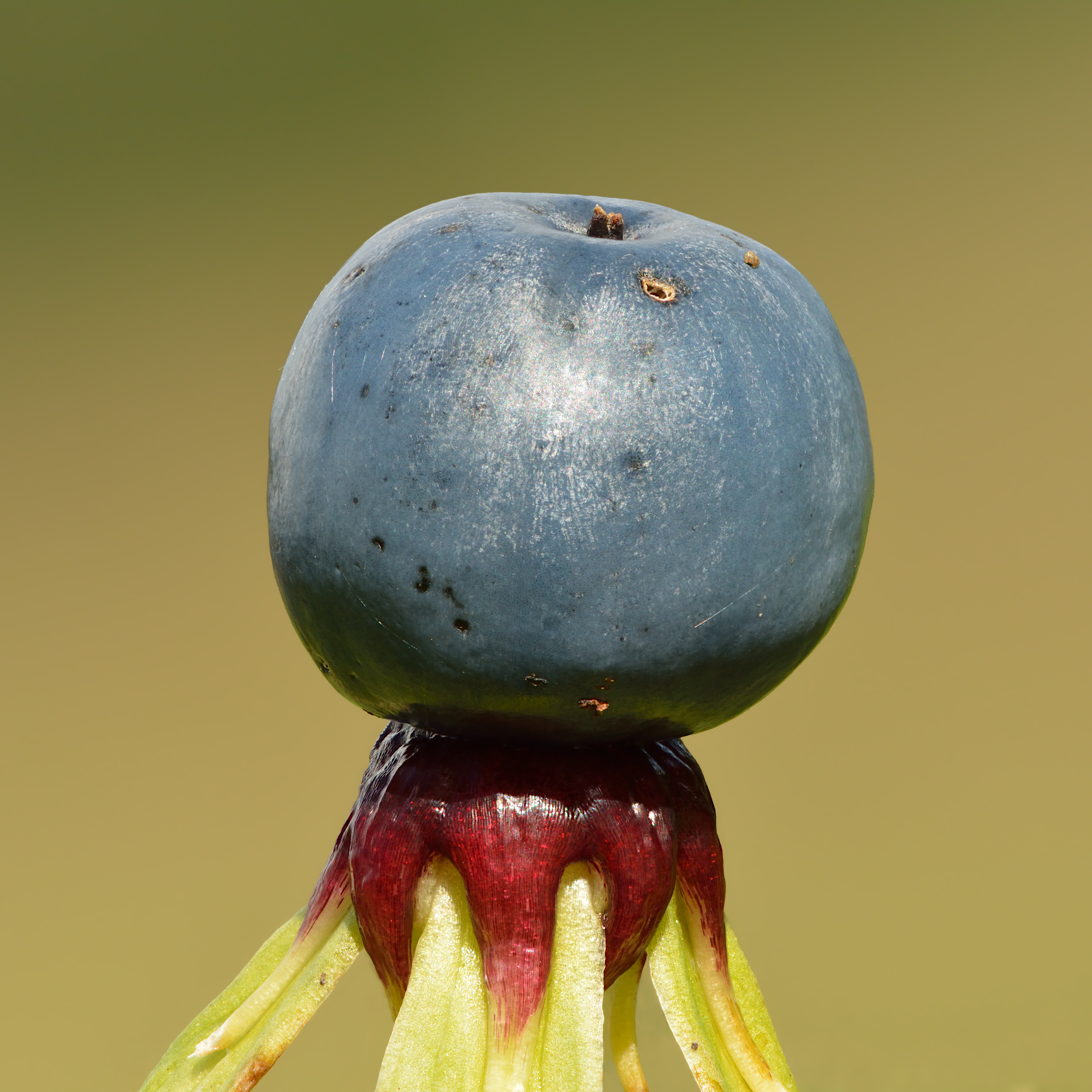
Fruto

Crece entre 20 y 40 cm de altura. De un rizoma reptante surgen tallos erectos, cada uno de ellos presenta en la parte terminal cuatro hojas en un verticilo, cada hoja de hasta 12 cm de largo. Una flor aparece entre las hojas al final de un largo pedúnculo y posee 4 tépalos externos de color verdoso pálido y otros 4 internos estrechos y amarillentos, con 6 a 10 estambres. El fruto es una baya de color negro o azul; es tóxico para los humanos.

## Taxonomía
Paris quadrifolia fue descrita por Carlos Linneo y publicado en Species Plantarum 1: 367. 1753.
Etimología
Paris: nombre genérico que deriva de la palabra griega: pars , o igual, que se refiere a la simetría de la planta y los múltiplos de cuatro en la que crecen sus follaje, flores y frutos.
quadrifolia: epíteto latíno que significa "con cuatro hojas"
sinonimia
- Paris pentafolia P.Renault
- Paris quadrifolia var. angustiovata D.Z.Ma & H.L.Liu
- Paris trifolia P.Renault[5]

## Nombre común
- Castellano: hierba de Paris, hierba de París, manzano de la discordia, uva de oso, uva de rabosa, uva de raposa, uva de zorra, uva de zorro, uvas de oso, uvas de raposa, uvas de zorro, yerba de Paris, yerba Paris.[6]